# Jasnosirja (Tscherkassy)
Jasnosirja (ukrainisch Яснозір'я; russisch Яснозорье Jasnosorje) ist ein Dorf in der ukrainischen Oblast Tscherkassy mit etwa 3700 Einwohnern (2001).

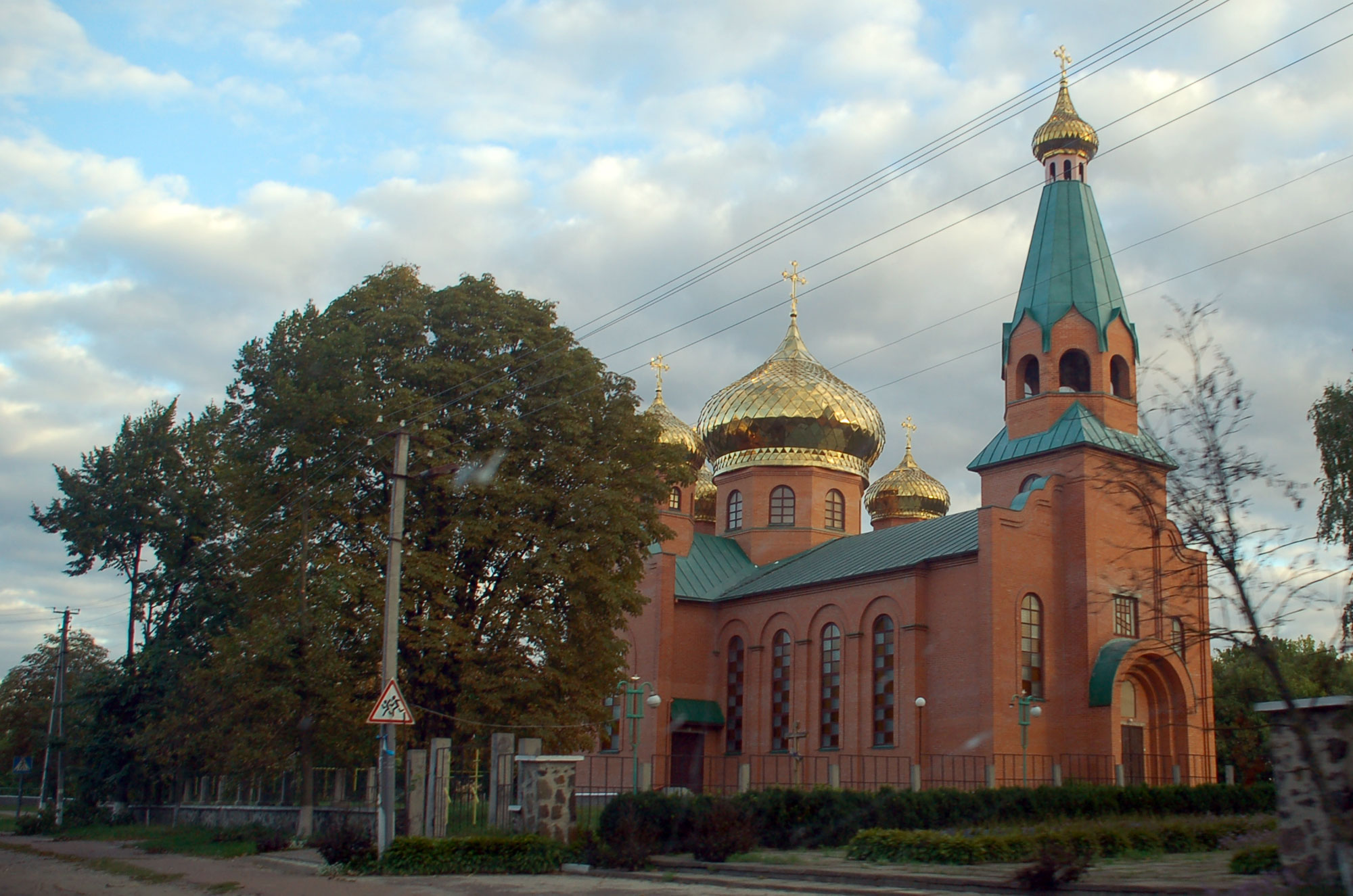
Orthodoxe Kirche im Ort

Vor 1965 hieß die Ortschaft Bilosir (Білозір), sie liegt an der Territorialstraße T–24–03 etwa 40 km westlich vom Oblastzentrum Tscherkassy.
Am 12. Juni 2020 wurde das Dorf ein Teil der neugegründeten Landgemeinde Moschny, bis dahin bildete es die gleichnamige Landratsgemeinde Jasnosirja (Яснозірська сільська рада/Jasnosirska silska rada) im Nordwesten des Rajons Tscherkassy.